# Peder Falk
Jan-Peder Falk, född 20 september 1947 i Hässleholms församling, död 19 maj 2024 i Maria Magdalena distrikt i Stockholm, var en svensk skådespelare, manusförfattare och regissör.
Han hade en lång teaterkarriär vid Stockholms stadsteater men var också engagerad i improvisationsteaterformen teatersport. Från TV är han känd som Carl Gripenhielm i TV-serien Nya tider och som Peter Sorman i Fiendens fiende.

## Biografi
Peder Falk föddes 1947 i Stockholm, men var folkbokförd som född i Hässleholm, eftersom föräldrarna var skrivna där. Han studerade vid universitetet i Umeå under senare delen av 1960-talet. En period arbetade han som reporter vid Västerbottens Folkblad. Efter att ha utbildat sig vid Scenskolan i Malmö 1969–1972  spelade han barnteater i Norrköping. År 1973 kom han till Stockholms stadsteater, där hans första insats var i fotbollspjäsen IK Kamraterna. Sedan tillhörde han Stockholms stadsteaters fasta ensemble med en lång rad roller inom drama, komedi och revy. Förutom Stadsteaterns stora scener var han också verksam vid dess sidoverksamheter som Klara Soppteater och Vetenskapsteatern. Han skrev sedan 1990-talet flera pjäser och regisserade såväl revyer som pjäser. I mitten på 1980-talet var Falk tillsammans med bland andra Helge Skoog med om att föra in improvisationsteatern till Stockholms stadsteater, en teaterform som Falk sedan fortsatte att arbeta med, även i andra medier, såsom när han deltog i panelen i Sveriges Radio P1:s På minuten. Falk lämnade 2009 Stockholms stadsteater och började istället som frilansare.
I mitten av 1980-talet fick han allt fler roller i TV-serier och långfilmer. Långfilmen Svart gryning om fallet Dagmar Hagelin var en av de första. Tv-serierna Clark Kent, Stoft och skugga, Fiendens fiende och Goltuppen medverkade till att göra Falk till ett allmänt känt namn. År 1999 fick Falk rollen som den despotiske Carl Gripenhielm i TV-serien Nya tider och fortsatte att spela honom i sammanlagt 435 avsnitt.
År 2017 spelade Falk storspionen Stig Wennerström i dramadokumentärserien Stig Wennerström – Spion i kallt krig (TV4/C More).
Falk var även uppläsare av ljudböcker och läste in böcker av bland andra Raymond Khoury, Peter James, Leif G.W. Persson och Agneta Pleijel.
Falk avled 2024, 76 år gammal.

## Filmografi
- 1975 – Stumpen
- 1976 – Det löser sig
- 1977 – Möss och människor
- 1978 – Slumrande toner
- 1980 – Sinkadus (TV-serie)
- 1980 – Flygnivå 450
- 1980 – Swedenhielms
- 1981 – Sally och friheten
- 1985 – Vägen till Gyllenblå (TV-serie)
- 1986 – Vägg i vägg (TV-serie)
- 1986 – Kunglig toilette
- 1987 – Svart gryning
- 1987 – Om kärlek
- 1988 – Venus 90
- 1988 – PS Sista sommaren
- 1988 – Råttornas vinter
- 1988 – Stoft och skugga (TV-serie)
- 1988 – Clark Kent (TV-serie)
- 1989 – Hassel – Säkra papper
- 1990 – Fiendens fiende (TV-serie)
- 1990 – S*M*A*S*H (TV-serie)
- 1990 – Rosenbaddarna (TV-serie)
- 1991 – Goltuppen (TV-serie)
- 1992–1994 – Speciellt (TV-program)
- 1993 – Rederiet (TV-serie) (gästroll)
- 1994 – År av drömmar (TV-serie)
- 1995 – Snoken (TV-serie) (gästroll)
- 1996 – Cluedo – en mordgåta (TV-serie)
- 1997 – Fångarna på fortet
- 1999–2002 – Nya tider (TV-serie)
- 2005 – Kommissionen (TV-serie)
- 2011 – Drottningoffret (TV-serie)
- 2017 – Stig Wennerström – Spion i kallt krig (TV-serie)

## Teater

### Roller (ej komplett)
| År   | Roll                       | Produktion                                                                     | Regi                         | Teater                           |
| ---- | -------------------------- | ------------------------------------------------------------------------------ | ---------------------------- | -------------------------------- |
| 1972 | Lindell                    | Pampen Lars Björkman                                                           | Jan Lewin                    | Norrköping-Linköping stadsteater |
| 1973 | Albert                     | Albert och Anna Claes von Rettig                                               | Claes von Rettig             | Norrköping-Linköping stadsteater |
| 1973 | Sixten Söderström          | IK Kamraterna Sigvard Olsson och Fred Hjelm                                    | Fred Hjelm                   | Stockholms stadsteater           |
| 1975 | Den främmande passageraren | Peer Gynt Henrik Ibsen                                                         | Fred Hjelm                   | Stockholms stadsteater           |
| 1975 | Pepel                      | Natthärbärget (На дне, Na dne) Maksim Gorkij                                   | Ragnar Lyth                  | Stockholms stadsteater           |
| 1976 | Cléante                    | Den girige (L'Avare ou l'École du mensonge) Molière                            | Yves Bureau                  | Stockholms stadsteater           |
| 1977 | Theobul Kosegarten         | Slaget vid Lobositz (Die Schlacht bei Lobositz) Peter Hacks                    | Friedo Solter                | Stockholms stadsteater           |
| 1978 | René Lefiévre              | SK 911 till Acapulco Christer Kihlman och Frej Lindqvist                       | Frej Lindqvist               | Stockholms stadsteater           |
| 1978 | Cassio                     | Othello William Shakespeare                                                    | Johan Bergenstråhle          | Stockholms stadsteater           |
| 1979 | Frans Flöjt                | En midsommarnattsdröm (A Midsummer Night's Dream) William Shakespeare          | Göran O. Eriksson            | Stockholms stadsteater           |
| 1981 | Dr Östermark               | Fadern August Strindberg                                                       | Jan Håkansson                | Stockholms stadsteater           |
| 1982 | Kommissarie Stedna         | Maratondansen (They shoot horses, don't they?) Horace McCoy och Ray Herman     | Fred Hjelm                   | Stockholms stadsteater           |
| 1983 | Richard III                | Rosornas krig William Shakespeare                                              | Elisabeth G Söderström       | Stockholms stadsteater           |
| 1983 | Rio Rita                   | Gisslan (The hostage) Brendan Behan                                            | Kåre Santesson               | Stockholms stadsteater           |
| 1984 | Många roller               | Teatersport                                                                    |                              | Stockholms stadsteater           |
| 1984 | Många roller               | Skottårsrevyn Sven Hugo Persson                                                | Helge Skoog                  | Stockholms stadsteater           |
| 1986 | Georg                      | Parken (Der Park) Botho Strauss                                                | Jan Maagaard                 | Stockholms stadsteater           |
| 1987 | Harry Schein               | Furstespegel Per Olov Enquist och Anders Ehnmark                               | Sven Wollter                 | Stockholms stadsteater           |
| 1989 | Många roller               | Gensvar Peder Falk och Jonas Hallberg                                          | Ensemblen                    | Stockholms stadsteater           |
| 1991 | Text                       | Universums hemligheter Peder Falk                                              | Helge Skoog                  | Stockholms stadsteater           |
| 1991 | Titelrollen                | Krocketspelaren                                                                | Ralf Långbacka               | Stockholms stadsteater           |
| 1992 | Många roller               | Sista skriket (revy) Peder Falk                                                | Håkan Wennberg               | Stockholms stadsteater           |
| 1993 | Jimmy Powers               | City of Angels Cy Coleman, Larry Gelbart och David Zippel                      | Lars-Erik Liedholm           | Stockholms stadsteater           |
| 1994 | Vännen                     | Leka med elden August Strindberg                                               | Lena Söderblom               | Stockholms stadsteater           |
| 1995 | Bernhard Nigtingale        | Arkadien (Arcadia) Tom Stoppard                                                | Frej Lindqvist               | Stockholms stadsteater           |
| 1995 | Många roller               | Ja, hjärna! Peder Falk och Helge Skoog                                         | Peder Falk och Helge Skoog   | Stockholms stadsteater           |
| 1996 | Många roller               | Dagens revy Iwa Boman, Peder Falk, Johan Paulsen och Helge Skoog               | Ensemblen                    | Stockholms stadsteater           |
| 1996 | Direktör Professor         | Rika barn leka bäst Carin Mannheimer                                           | Lena Söderblom               | Stockholms stadsteater           |
| 1997 | Många roller               | Livets lotteri Peder Falk och Johan Paulsen                                    | Peder Falk och Johan Paulsen | Stockholms stadsteater           |
| 2003 | Många roller               | Vår revy! Iwa Boman, Peder Falk, Pia Johansson, Johan Paulsen och Helge Skoog  | Ensemblen                    | Stockholms stadsteater           |
| 2004 | Neville                    | En fröjdefull jul (Season's Greetings) Alan Ayckbourn                          | Johan Huldt                  | Stockholms stadsteater           |
| 2006 | Bert                       | Jösses flickor – Återkomsten Margareta Garpe, Suzanne Osten och Malin Axelsson | Maria Löfgren                | Stockholms stadsteater           |
| 2006 | Chrysalde                  | Hustruskolan (L'École des maris) Molière                                       | Philip Zandén                | Stockholms stadsteater           |
| 2007 | Regissören                 | Rampfeber (Noises Off) Alan Ayckbourn                                          | Johan Huldt                  | Stockholms stadsteater           |
| 2008 | Baron Olof                 | Charlotte Löwensköld Selma Lagerlöf                                            | Elisabeth Frick              | Stockholms stadsteater           |
| 2008 | Baron Freutiger            | Den allvarsamma leken Hjalmar Söderberg                                        | Daniel Lind Lagerlöf         | Stockholms stadsteater           |

### Regi (ej komplett)
| År   | Produktion  | Upphovsmän | Teater                 |
| ---- | ----------- | ---------- | ---------------------- |
| 1976 | Ägare       |            | Stockholms stadsteater |
| 1988 | Dödsflotten |            | Stockholms stadsteater |